# Claudio Fracassi
Claudio Fracassi (Milano, 1º ottobre 1940) è un giornalista e scrittore italiano.
Ha diretto il quotidiano Paese Sera e il settimanale Avvenimenti.

## Biografia

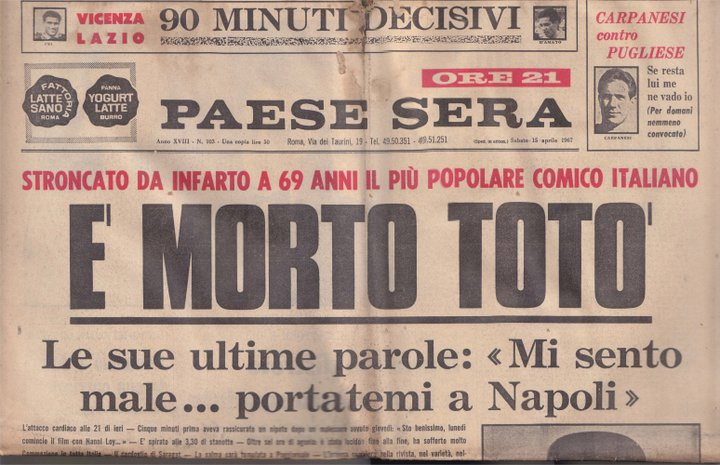
Paese Sera (1967)

Nato a Milano nel 1940, Fracassi ha iniziato la sua carriera giornalistica nel 1961, con il quotidiano romano Paese Sera
. 
Sempre con la stessa testata è stato poi corrispondente estero da Mosca, direttore dei servizi economici, vicedirettore e, infine, nel 1984, direttore responsabile, succedendo a Piero Pratesi; incarico mantenuto fino al 1989, quando fu sostituito da Giuseppe Rosselli.
Nello stesso anno è stato il primo direttore del nuovo settimanale Avvenimenti, periodico che, con alterne vicende è attualmente pubblicato con il titolo Left.
Autore di diversi volumi, ha esordito nel 1972 con Cara Pravda, frutto delle sue esperienze di inviato in Unione Sovietica, seguito, nel 1975, da Il ciclone Natascia, libro sui mutamenti della condizione femminile nella società sovietica. Ha scritto, inoltre, alcune opere sul ruolo dell'informazione nella società contemporanea (tra le quali Sotto la notizia niente e Bugie di guerra). Dal 2002, per l'editore Mursia, ha pubblicato una serie di saggi su personaggi e vicende della storia nazionale ed europea dell'Ottocento e Novecento.
Ha tenuto il "Laboratorio di costruzione della notizia" presso il corso di laurea di scienze della comunicazione dell'Università degli Studi del Molise.
Ha vinto il Premio Fiuggi Storia 2013 Archiviato il 2 ottobre 2013 in Internet Archive. nella categoria saggi.
È il padre del regista e scrittore Franco Fracassi.

## Pubblicazioni
- Cara Pravda, Roma, Napoleone editore, 1972.
- Il ciclone Natascia: rapporto sulla rivoluzione femminile in URSS, Bari, De Donato, 1975.
- Aleksandra Kollontaj e la rivoluzione sessuale: il dibattito sul rapporto uomo-donna nell'URSS degli anni venti, Roma, Editori riuniti, 1977.
- 10 giorni a luglio: il romanzo di un colpo di Stato, coautore Michele Gambino, Roma, Avvenimenti, 1991.
- L'inganno del Golfo: la guerra che nessuno ha raccontato, Roma, Libera informazione, 1992.
- Sua emittenza: biografia non autorizzata di Silvio Berlusconi, coautore Michele Gambino, Roma, Avvenimenti, 1993.
- Sotto la notizia niente: saggio sull'informazione planetaria, Roma, Libera informazione editrice, 1994.
- JFK: assassinio a Dallas. 1963-64, coautore Gianandrea Turi, Roma, Avvenimenti, 1995.
- Russia: che cosa succede nel paese più grande del mondo, Roma, Libera informazione, 1996
- Le notizie hanno le gambe corte, Milano, Rizzoli, 1996. ISBN 88-17-84495-0
- La lunga notte di Mussolini: Palazzo Venezia, luglio 1943, Milano, Mursia, 2002. ISBN 88-425-3014-X
- Bugie di guerra: l'informazione come arma strategica, Milano, Mursia, 2003. ISBN 88-425-3148-0
- Matteotti e Mussolini: 1924: il delitto del Lungotevere, Milano, Mursia, 2004. ISBN 88-425-3281-9
- La meravigliosa storia della repubblica dei Briganti: Roma 1849: Mazzini, Garibaldi, Mameli, Milano, Mursia, 2005. ISBN 88-425-3425-0
- Quattro giorni a Teheran: 1943: i tre grandi, Hitler, un agguato, Milano, Mursia, 2007. ISBN 978-88-425-3878-3
- La ribelle e il Papa re: Roma 1867: una storia vera, Milano, Mursia, 2009. ISBN 978-88-425-4153-0
- Il romanzo dei Mille, Milano, Mursia, 2010. ISBN 978-88-425-4441-8
- La battaglia di Roma 1943. I giorni della passione sotto l'occupazione nazista, Milano, Mursia, 2013. ISBN 978-88-425-5269-7
- Cola di Rienzo. Roma, 1347: La folle vita del rivoluzionario che inventò l’Italia, Milano, Mursia, 2017. ISBN 978-8842558279
- La Breccia di Roma. 1870: le passioni, gli inganni, il papa, il re, Milano, Mursia, 2020. ISBN 978-8842561293
- La Marcia su Roma: 1922. Mussolini, il bluff, il mito, Milano, Mursia, 2021. ISBN 978-8842563662